# جوردانا بوبان
جوردانا بوبان هي ممثلة بوسنية، ولدت في 13 سبتمبر 1967 بليفنو في البوسنة والهرسك.

## وصلات خارجية
- جوردانا بوبان على موقع IMDb (الإنجليزية)
- جوردانا بوبان على موقع أول موفي (الإنجليزية)
- جوردانا بوبان على موقع قاعدة بيانات الأفلام السويدية (السويدية)
- جوردانا بوبان على موقع قاعدة بيانات الفيلم (الإنجليزية)